# Câu lạc bộ bóng đá Đông Á Thanh Hóa mùa bóng 2024–25
Mùa bóng 2024–25 là mùa giải thứ 26 trong lịch sử của câu lạc bộ Đông Á Thanh Hóa và là mùa thứ 16 liên tiếp đội bóng thi đấu tại V.League 1, giải bóng đá cấp độ cao nhất trong hệ thống giải đấu của bóng đá Việt Nam. Đây cũng là mùa giải mà Đông Á Thanh Hóa với tư cách là đương kim vô địch Cúp quốc gia mùa 2024-25 cũng sẽ thi đấu tại trận đấu tranh Siêu cúp quốc gia 2024.

## Đội hình
Ghi chú: Quốc kỳ chỉ đội tuyển quốc gia được xác định rõ trong điều lệ tư cách FIFA. Các cầu thủ có thể giữ hơn một quốc tịch ngoài FIFA.
| Số | VT | Quốc gia | Cầu thủ                |
| -- | -- | -------- | ---------------------- |
| 1  | TM | Việt Nam | Nguyễn Thanh Thắng     |
| 3  | HV | Hàn Quốc | Kim Won-sik            |
| 5  | HV | Việt Nam | Phạm Mạnh Hùng         |
| 6  | HV | Brasil   | Igor Salatiel          |
| 7  | HV | Việt Nam | Nguyễn Thanh Long      |
| 8  | TĐ | Việt Nam | Võ Nguyên Hoàng        |
| 9  | TĐ | Việt Nam | Nguyễn Văn Tùng        |
| 10 | TV | Việt Nam | Lê Văn Thắng (đội phó) |
| 12 | TV | Việt Nam | Nguyễn Thái Sơn        |
| 14 | HV | Việt Nam | Trương Thanh Nam       |
| 15 | HV | Việt Nam | Trịnh Văn Lợi          |
| 17 | TV | Việt Nam | Lâm Ti Phông           |
| 18 | HV | Việt Nam | Đinh Viết Tú           |
| 19 | TV | Việt Nam | Lê Quốc Phương         |
| 20 | TĐ | Brasil   | Ribamar                |
| 23 | TV | Việt Nam | Phạm Trùm Tỉnh         |

| Số | VT | Quốc gia | Cầu thủ                    |
| -- | -- | -------- | -------------------------- |
| 24 | TV | Việt Nam | Nguyễn Ngọc Mỹ             |
| 25 | TM | Việt Nam | Nguyễn Thanh Diệp          |
| 27 | TV | Việt Nam | A Mít                      |
| 28 | TV | Việt Nam | Hoàng Thái Bình            |
| 29 | TV | Việt Nam | Đoàn Ngọc Hà               |
| 30 | TM | Việt Nam | Y Êli Niê                  |
| 33 | TĐ | Brasil   | Yago Ramos                 |
| 34 | TV | Việt Nam | Doãn Ngọc Tân (đội trưởng) |
| 35 | TM | Việt Nam | Lê Anh Tuấn                |
| 45 | TV | Việt Nam | Nguyễn Bá Tiến             |
| 47 | TV | Việt Nam | Lê Văn Thuận               |
| 66 | HV | Việt Nam | Hà Châu Phi                |
| 67 | TM | Việt Nam | Trịnh Xuân Hoàng           |
| 88 | TV | Brasil   | Luiz Antonio               |
| 89 | TV | Việt Nam | Trần Ngọc Quý              |
| 95 | TV | Brasil   | Gustavo                    |

## Chuyển nhượng

### Chuyển đến
| #             | VT           | Cầu thủ        | Từ           | Phí          | Ref.         |
| Đầu mùa giải  | Đầu mùa giải | Đầu mùa giải   | Đầu mùa giải | Đầu mùa giải | Đầu mùa giải |
| ------------- | ------------ | -------------- | ------------ | ------------ | ------------ |
| 1             | TV           | Yago Ramos     | Quảng Nam    | Tự do        | [ 1 ]        |
| 2             | TV           | Kim Won-sik    | Yeoju FC     | Tự do        | [ 1 ]        |
| 3             | HV           | Phạm Mạnh Hùng | Hải Phòng    | Tự do        | [ 1 ]        |
| Giữa mùa giải |              |                |              |              |              |

### Chuyển đi
| #             | VT           | Cầu thủ            | Đến                | Phí          | Ref.         |
| Đầu mùa giải  | Đầu mùa giải | Đầu mùa giải       | Đầu mùa giải       | Đầu mùa giải | Đầu mùa giải |
| ------------- | ------------ | ------------------ | ------------------ | ------------ | ------------ |
| 1             | HV           | Nguyễn Minh Tùng   | Becamex Bình Dương | Tự do        |              |
| 2             | TV           | Lê Phạm Thành Long | Công an Hà Nội     | Tự do        |              |
| 3             | HV           | Đàm Tiến Dũng      | Hải Phòng          | Tự do        |              |
| 4             | TM           | Lương Bá Sơn       | Bình Phước         | Tự do        | [ 2 ]        |
| 5             | TV           | Nguyễn Hữu Dũng    | SHB Đà Nẵng        | Tự do        |              |
| 6             | TĐ           | Bruno Cantanhede   | Viettel            | Tự do        |              |
| 7             | TĐ           | Paulo Conrado      | Quảng Nam          | Tự do        |              |
| 8             | HV           | Vũ Xuân Cường      | Quy Nhơn Bình Định | Tự do        |              |
| Giữa mùa giải |              |                    |                    |              |              |

## Mùa giải

### Kết quả tổng quát
| Giải đấu          | Trận đấu đầu tiên | Trận đấu cuối cùng | Vòng đấu mở màn | Vị trí chung cuộc | Thành tích | Thành tích | Thành tích | Thành tích | Thành tích | Thành tích | Thành tích | Thành tích |
| Giải đấu          | Trận đấu đầu tiên | Trận đấu cuối cùng | Vòng đấu mở màn | Vị trí chung cuộc | ST         | T          | H          | B          | BT         | BB         | HS         | % thắng    |
| ----------------- | ----------------- | ------------------ | --------------- | ----------------- | ---------- | ---------- | ---------- | ---------- | ---------- | ---------- | ---------- | ---------- |
| V.League 1        | 14 tháng 9, 2024  | 22 tháng 6, 2025   | Vòng 1          | Thứ 8             | 26         | 7          | 10         | 9          | 32         | 33         | −1         | 026,92     |
| Cúp Quốc gia      | 4 tháng 3, 2025   | 4 tháng 3, 2025    | Vòng 1/8        |                   | 1          | 0          | 0          | 1          | 0          | 1          | −1         | 000,00     |
| Siêu cúp Quốc gia | 31 tháng 8, 2024  | 31 tháng 8, 2024   | Chung kết       |                   | 1          | 0          | 0          | 1          | 0          | 3          | −3         | 000,00     |
| Tổng cộng         | Tổng cộng         | Tổng cộng          | Tổng cộng       | Tổng cộng         | 28         | 7          | 10         | 11         | 32         | 37         | −5         | 025,00     |

Cập nhật lần cuối: 22 tháng 6, 2025
Nguồn: Các giải đấu

### Siêu cúp quốc gia
| 31 tháng 8 năm 2024 | Công an Hà Nội                           | 3–0 | Đông Á Thanh Hóa | Thành phố Nam Định, Nam Định                                                  |  |
| 17:00               | - Rafaelson 51', 71' - Trần Văn Công 65' |     |                  | Sân vận động: Thiên Trường Lượng khán giả: 18.000 Trọng tài: Nazmi Nasaruddin |  |

### Giải vô địch quốc gia

#### Bảng xếp hạng
| VT | Đội                   | ST | T | H  | B  | BT | BB | HS  | Đ  |
| -- | --------------------- | -- | - | -- | -- | -- | -- | --- | -- |
| 6  | Hải Phòng             | 26 | 9 | 8  | 9  | 29 | 27 | +2  | 35 |
| 7  | Becamex Bình Dương    | 26 | 9 | 5  | 12 | 31 | 40 | −9  | 32 |
| 8  | Đông Á Thanh Hóa      | 26 | 7 | 10 | 9  | 32 | 33 | −1  | 31 |
| 9  | Hoàng Anh Gia Lai     | 26 | 7 | 8  | 11 | 34 | 41 | −7  | 29 |
| 10 | Thành phố Hồ Chí Minh | 26 | 6 | 10 | 10 | 19 | 36 | −17 | 28 |

#### Kết quả tổng quát
| Tổng thể | Tổng thể | Tổng thể | Tổng thể | Tổng thể | Tổng thể | Tổng thể | Tổng thể | Sân nhà | Sân nhà | Sân nhà | Sân nhà | Sân nhà | Sân nhà | Sân khách | Sân khách | Sân khách | Sân khách | Sân khách | Sân khách |
| ST       | T        | H        | B        | BT       | BB       | HS       | Đ        | T       | H       | B       | BT      | BB      | HS      | T         | H         | B         | BT        | BB        | HS        |
| -------- | -------- | -------- | -------- | -------- | -------- | -------- | -------- | ------- | ------- | ------- | ------- | ------- | ------- | --------- | --------- | --------- | --------- | --------- | --------- |
| 26       | 7        | 10       | 9        | 32       | 33       | −1       | 31       | 3       | 7       | 3       | 18      | 18      | 0       | 4         | 3         | 6         | 14        | 15        | −1        |

#### Kết quả từng vòng
| Vòng    | 1  | 2 | 3 | 4 | 5 | 6 | 7 | 8 | 9 | 10 | 11 | 12 | 13 | 14 | 15 | 16 | 17 | 18 | 19 | 20 | 21 | 22 | 23 | 24 | 25 | 26 |
| ------- | -- | - | - | - | - | - | - | - | - | -- | -- | -- | -- | -- | -- | -- | -- | -- | -- | -- | -- | -- | -- | -- | -- | -- |
| Sân     | H  | A | H | A | A | H | A | A | H | H  | H  | A  | A  | H  | A  | H  | A  | H  | H  | A  | H  | A  | A  | H  | H  | A  |
| Kết quả | L  | W | W | W | D | D | W | W | W | D  | L  | D  | D  | D  | D  | D  | L  | D  | W  | L  | L  | L  | L  | D  | L  | L  |
| Vị trí  | 11 | 7 | 3 | 1 | 1 | 2 | 1 | 1 | 1 | 1  | 1  | 2  | 3  | 3  | 3  | 4  | 4  | 5  | 3  | 5  | 6  | 6  | 7  | 7  | 7  | 8  |

#### Các trận đấu
| 14 tháng 9 năm 2024 1 | Đông Á Thanh Hóa                       | 1–2                      | Becamex Bình Dương                                       | Thành phố Thanh Hóa, Thanh Hóa                                         |  |
| 18:00                 | - Luiz Antônio 28' - Doãn Ngọc Tân 34' | Chi tiết FPT Play, TV360 | - Nguyễn Tiến Linh 53', 59' - Odilzhon Abdurakhmanov 83' | Sân vận động: Thanh Hóa Lượng khán giả: 4.000 Trọng tài: Hoàng Ngọc Hà |  |

| 20 tháng 9 năm 2024 2 | Công an Hà Nội                       | 0–1                      | Đông Á Thanh Hóa                                                                                  | Đống Đa, Hà Nội                                                    |  |
| 19:15                 | - CBPTKT Luis Filipe Pena Viegas 54' | Chi tiết FPT Play, TV360 | - Yago Ramos 59' - A Mít 69' - Doãn Ngọc Tân 82' - Nguyễn Thái Sơn 90' - Bác sỹ Vũ Hồng Quảng 90' | Sân vận động: Hàng Đẫy Lượng khán giả: 7.000 Trọng tài: Lê Vũ Linh |  |

| 30 tháng 9 năm 2024 3 | Đông Á Thanh Hóa                                                                                          | 3–1                      | Hải Phòng                              | Thành phố Thanh Hóa, Thanh Hóa                                            |  |
| 18:00                 | - Lê Văn Thắng 19' - A Mít 52' - Nguyễn Nhật Minh 55' (l.n.) - Nguyễn Thanh Long 81' - Gustavo Santos 86' | Chi tiết FPT Play, TV360 | - Lucão do Break 16' - Lê Tiến Anh 45' | Sân vận động: Thanh Hóa Lượng khán giả: 4.500 Trọng tài: Nguyễn Viết Duẩn |  |

| 04 tháng 10 năm 2024 4 | Quy Nhơn Bình Định                                                      | 1–4                      | Đông Á Thanh Hóa                                                                     | Quy Nhơn, Bình Định                                                  |  |
| 18:00                  | - Léo 26' - Vũ Xuân Cường 38' - Mạc Hồng Quân 54' - Huỳnh Tuấn Linh 55' | Chi tiết FPT Play, TV360 | - Đinh Viết Tú 18' - Nguyễn Thái Sơn 30' - Gustavo Santos 32' 85' - Luiz Antônio 67' | Sân vận động: Quy Nhơn Lượng khán giả: 2.000 Trọng tài: Đỗ Khánh Nam |  |

| 26 tháng 10 năm 2024 5 | Hoàng Anh Gia Lai                                                              | 1–1                            | Đông Á Thanh Hóa                                                 | Pleiku, Gia Lai                                                  |  |
| 17:00                  | - Trần Thanh Sơn 24' - Marciel Silva 45' - Trần Bảo Toàn 47' - Võ Đình Lâm 85' | Chi tiết FPT Play, TV360, VTV5 | - Doãn Ngọc Tân 34' - Nguyễn Thanh Long 77' - Lê Văn Thắng 90+4' | Sân vận động: Pleiku Lượng khán giả: 6.000 Trọng tài: Lê Vũ Linh |  |

| 03 tháng 11 năm 2024 6 | Đông Á Thanh Hóa | 1–1                             | Hà Nội                  | Thành phố Thanh Hóa, Thanh Hóa                      |  |
| 18:00                  | - Ribamar 65'    | Chi tiết FPT Play, HTV Thể thao | - Nguyễn Hai Long 90+6' | Sân vận động: Thanh Hóa Trọng tài: Nguyễn Viết Duẩn |  |

| 10 tháng 11 năm 2024 7 | Sông Lam Nghệ An | 0–1                      | Đông Á Thanh Hóa     | Vinh, Nghệ An                                 |  |
| 18:00                  |                  | Chi tiết FPT Play, TV360 | - Nguyễn Ngọc Mỹ 36' | Sân vận động: Vinh Trọng tài: Trần Đình Thịnh |  |

| 15 tháng 11 năm 2024 8 | Thể Công – Viettel                                                                        | 1–2                      | Đông Á Thanh Hóa                                                                 | Đống Đa, Hà Nội                              |  |
| 19:15                  | - Pedro Henrique 26' (ph.đ.) - Wesley Natã 45' - Nguyễn Hữu Thắng 79' - Bùi Tiến Dũng 85' | Chi tiết FPT Play, TV360 | - Luiz Antônio 15' - Nguyễn Ngọc Mỹ 34' - Hoàng Thái Bình 45' - Luiz Antônio 50' | Sân vận động: Hàng Đẫy Trọng tài: Lê Vũ Linh |  |

| 20 tháng 11 năm 2024 9 | Đông Á Thanh Hóa           | 1–0                        | SHB Đà Nẵng | Thành phố Thanh Hóa, Thanh Hóa                      |  |
| 18:00                  | - Luiz Antonio 70' (ph.đ.) | Chi tiết FPT Play, TV360+5 |             | Sân vận động: Thanh Hóa Trọng tài: Hoàng Thanh Bình |  |

| 18 tháng 1 năm 2025 10 | Đông Á Thanh Hóa | 1–1                      | Hồng Lĩnh Hà Tĩnh   | Thành phố Thanh Hóa, Thanh Hóa                                         |  |
| 18:00                  | - A Mít 40'      | Chi tiết FPT Play, TV360 | - Geovane Magno 11' | Sân vận động: Thanh Hóa Lượng khán giả: 2.000 Trọng tài: Hoàng Ngọc Hà |  |

| 19 tháng 2 năm 2025 11 | Quảng Nam                          | 1–0                        | Đông Á Thanh Hóa | Tam Kỳ, Quảng Nam                                         |  |
| 17:00                  | Ugochukwu Oduenyi 28', 77' (ph.đ.) | Chi tiết FPT Play, TV360+4 | Đinh Viết Tú 35' | Sân vận động: Sân vận động Tam Kỳ Trọng tài: Đỗ Khánh Nam |  |

| 14 tháng 1 năm 2025 12 | Đông Á Thanh Hóa                                        | 1–1                     | Thép Xanh Nam Định                  | Thành phố Thanh Hóa, Thanh Hóa                                            |  |
| 18:00                  | - Đoàn Ngọc Hà 52' - Ribamar 88' - Nguyễn Ngọc Mỹ 90+1' | Chi tiết FPT Play, VTV5 | - Tô Văn Vũ 49' - Joseph Mpande 71' | Sân vận động: Thanh Hóa Lượng khán giả: 6.000 Trọng tài: Hoàng Thanh Bình |  |

| 14 tháng 2 năm 2025 13 | Thành phố Hồ Chí Minh | 2–2                             | Đông Á Thanh Hóa                                                                  | Quận 10, Thành phố Hồ Chí Minh                 |  |
| 19:15                  | - Trần Mạnh Cường 56' - Nguyễn Thái Quốc Cường 76', 79' - Võ Huy Toàn 78' - Nguyễn Vũ Tín 90+4' - Võ Hữu Việt Hoàng 90+10' | Chi tiết FPT Play, HTV Thể Thao | - Igor Salatiel 7' - Nguyễn Thái Sơn 76' - Doãn Ngọc Tân 81' - Đinh Viết Tú 90+4' | Sân vận động: Thống Nhất Trọng tài: Lê Vũ Linh |  |

| 23 tháng 2 năm 2025 14 | Đông Á Thanh Hóa | 1–1                      | Quảng Nam                                                         | Thành phố Thanh Hóa, Thanh Hóa                  |  |
| 18:00                  | - Ribamar 90+7'  | Chi tiết FPT Play, TV360 | - Võ Ngọc Đức 6' - Ugochukwu Oduenyi 89' - Lê Văn Quang Duyệt 90' | Sân vận động: Thanh Hóa Trọng tài: Trần Thế Anh |  |

| 28 tháng 2 năm 2025 15 | Hồng Lĩnh Hà Tĩnh                         | 0–0                      | Đông Á Thanh Hóa                   | Thành phố Hà Tĩnh, Hà Tĩnh                        |  |
| 17:00                  | - Nguyễn Văn Hạnh 23' - Alhaji Gero 90+3' | Chi tiết FPT Play, TV360 | - Lê Văn Thuận 37' - Gustavo 90+3' | Sân vận động: Hà Tĩnh Trọng tài: Hoàng Thanh Bình |  |

| 09 tháng 3 năm 2025 16 | Đông Á Thanh Hóa              | 2–2             | Hoàng Anh Gia Lai                       | Thành phố Thanh Hóa, Thanh Hóa                      |  |
| 18:00                  | - Ribamar 52', 90+10' (ph.đ.) | FPT Play, TV360 | - Phạm Lý Đức 59' - Trần Minh Vương 67' | Sân vận động: Thanh Hóa Trọng tài: Nguyễn Viết Duẩn |  |

| 06 tháng 4 năm 2025 17 | Hà Nội                                      | 3–1                      | Đông Á Thanh Hóa   | Đống Đa, Hà Nội                                         |  |
| 19:15                  | - Đỗ Duy Mạnh 28' - Daniel Passira 48', 61' | Chi tiết FPT Play, TV360 | - Lê Văn Thuận 55' | Sân vận động: Hàng Đẫy Trọng tài: Razlan Joffri Bin Ali |  |

| 12 tháng 4 năm 2025 18 | Đông Á Thanh Hóa                                       | 1–1                      | Sông Lam Nghệ An  | Thành phố Thanh Hóa, Thanh Hóa                       |  |
| 18:00                  | - Nguyễn Thái Sơn 48' - Ribamar 63' - Lê Văn Thắng 66' | Chi tiết FPT Play, TV360 | - Hồ Khắc Ngọc 3' | Sân vận động: Thanh Hóa Trọng tài: Nguyễn Trung Kiên |  |

| 19 tháng 4 năm 2025 19 | Đông Á Thanh Hóa                                                                          | 3–1             | Thể Công – Viettel                                                | Thành phố Thanh Hóa, Thanh Hóa                        |  |
| 18:00                  | - Ribamar 36' (ph.đ.), 53', 68' - Đinh Viết Tú 45+3' - A Mít 89' - Trịnh Xuân Hoàng 90+3' | FPT Play, TV360 | - Pedro Henrique 14' - Khuất Văn Khang 56' - Nguyễn Đức Chiến 63' | Sân vận động: Thanh Hóa Trọng tài: Warintorn Sassadee |  |

| 27 tháng 4 năm 2025 20 | SHB Đà Nẵng                                    | 1–0                      | Đông Á Thanh Hóa                                                  | Tam Kỳ, Quảng Nam                                                      |  |
| 18:00                  | - Thiago Henrique 58' 70' - Nguyễn Đức Anh 82' | Chi tiết FPT Play, TV360 | - Gustavo Santos 82' - Phạm Trùm Tỉnh 83' - Hoàng Thái Bình 90+9' | Sân vận động: Tam Kỳ Lượng khán giả: 1.500 Trọng tài: Hoàng Thanh Bình |  |

| 4 tháng 5 năm 2025 21 | Đông Á Thanh Hóa                                             | 1–2                             | Thành phố Hồ Chí Minh                                                         | Thành phố Thanh Hóa, Thanh Hóa                                            |  |
| 18:00                 | - Lê Văn Thuận 9' - Trịnh Xuân Hoàng 44' - Igor Salatiel 82' | Chi tiết FPT Play, HTV Thể Thao | - Bùi Ngọc Long 3' - Đào Quốc Gia 60' - Đoàn Hải Quân 62' - Nguyễn Vũ Tín 80' | Sân vận động: Thanh Hóa Lượng khán giả: 2.500 Trọng tài: Nguyễn Viết Duẩn |  |

| 11 tháng 5 năm 2025 22 | Thép Xanh Nam Định                                              | 2–1                     | Đông Á Thanh Hóa | Thành phố Nam Định, Nam Định                                                  |  |
| 18:00                  | - Lý Công Hoàng Anh 14,21' - Trần Văn Đạt 55' - Ngô Đức Huy 68' | Chi tiết FPT Play, VTV5 | - Ribamar 47'    | Sân vận động: Thiên Trường Lượng khán giả: 20.000 Trọng tài: Tuan Mohd Yassin |  |

| 16 tháng 5 năm 2025 23 | Hải Phòng                                              | 2–1                     | Đông Á Thanh Hóa | Quận Ngô Quyền, Hải Phòng                                                  |  |
| 19:15                  | - Triệu Việt Hưng 37' - Lucão 45+1' - Đặng Văn Tới 80' | Chi tiết FPT Play, VTV5 | - Ribamar 67'    | Sân vận động: Lạch Tray Lượng khán giả: 7.000 Trọng tài: Nguyễn Trung Kiên |  |

| 27 tháng 5 năm 2025 24 | Đông Á Thanh Hóa                                                                | 1–1                             | Quy Nhơn Bình Định                                                                                | Thành phố Thanh Hóa, Thanh Hóa                                         |  |
| 18:00                  | - Phạm Trùm Tỉnh 36' - Đinh Viết Tú 58' - Hà Châu Phi 70' - Nguyễn Thái Sơn 84' | Chi tiết FPT Play, HTV Thể Thao | - Nguyễn Đức Hoàng Minh 45+4' - Cao Trần Hoàng Hùng 51' - Mai Xuân Quyết 66' - Vũ Minh Tuấn 90+4' | Sân vận động: Thanh Hóa Lượng khán giả: 1.000 Trọng tài: Hoàng Ngọc Hà |  |

| 15 tháng 6 năm 2025 25 | Đông Á Thanh Hóa                 | 1–4                     | Công an Hà Nội                                                            | Thành phố Thanh Hóa, Thanh Hóa                                       |  |
| 17:00                  | - Ribamar 72' - Lê Văn Thắng 81' | Chi tiết FPT Play, HTV3 | - Trần Đình Trọng 3' - Nguyễn Quang Hải 15' - Lê Văn Đô 32' - Alan 55,79' | Sân vận động: Thanh Hóa Lượng khán giả: 5.000 Trọng tài: Iida Jumpei |  |

| 22 tháng 6 năm 2025 26 | Becamex Bình Dương                                               | 1–0                        | Đông Á Thanh Hóa | Thủ Dầu Một, Bình Dương                                           |  |
| 17:00                  | - Ngô Tùng Quốc 8' - Trần Đình Khương 10' - Nguyễn Tiến Linh 36' | Chi tiết FPT Play, TV360+6 |                  | Sân vận động: Gò Đậu Lượng khán giả: 4.000 Trọng tài: Đỗ Thanh Đệ |  |